# Step Up 2: The Streets

Step up 2: The Streets är en amerikansk dansfilm som hade premiär 12 februari 2008. Den är uppföljare till filmen Step Up (2006) och föregångare till Step Up 3D (2010) och Step Up Revolution (2012).

## Handling
Andie West (Briana Evigan) är med i en street crew, 410, som blivit efterlysta av polisen på grund av vandalisering. Andie blir övertygad av sin nära vän Tyler Gage (Channing Tatum, föregångarens huvudkaraktär) att bättra sig i skolan och att delta i en audition för Maryland School of Arts (MSA). Hon blir antagen till skolan men blir väl där osäker på om hon passar in på grund av sin utstickande street dance. På MSA lär Andie känna Chase Collins (Will Kemp) som blir imponerad av hennes dansstil. Tillsammans startar de en ny street crew för att delta i danstävlingen The Streets mot bland andra 410.

## Rollista
- Briana Evigan - Andie West
- Robert Hoffman - Chase Collins
- Channing Tatum - Tyler Gage
- Adam Sevani - Robert "Moose" Alexander III
- Will Kemp - Blake Collins
- Cassie - Sophie Donovan
- Danielle Polanco - Missy Serrano
- Christopher Scott - Hair
- Luis Rosado - Monster
- Harry Shum, Jr - Cable
- LaJon Dantzler - Smiles
- Janelle Cambridge - Fly
- Mari Koda - Jenny Kido
- Sonja Sohn - Sarah
- Black Thomas - Tuck
- Telisha Shaw - Felicia
- BooG!e - DJ Sand

## Soundtrack
1. Low - Flo Rida med T-Pain
2. Shake Your Pom Pom - Missy Elliott
3. Killa - Cherish med Yung Joc
4. Hypnotized - Plies med Akon
5. Is It You - Cassie
6. Can't Help but Wait (Remix) - Trey Songz med Plies
7. Church - T-Pain
8. Ching-a-Ling - Missy Elliott
9. Push - Enrique Iglesias
10. 3-6-9 - Cupid med B.o.B
11. Impossible - Bayje
12. Lives in Da Club - Sophia Fresh med Jay Lyriq
13. Girl You Know (Remix) - Scarface med Trey Songz
14. Say Cheese - Kevin Cossom
15. Let It Go - Brit & Alex
16. Ain't No Stressin - Montana Tucker, Sikora och Denial
17. Bounce - Timbaland med Dr. Dre, Justin Timberlake och Missy Elliott
18. Diary of Jane - Breaking Benjamin